# Кунтар, Самир
Самир Кунтар (араб. سمير القنطار‎;  20 июля 1962, Аабей, Ливан — 19 декабря 2015, Дамаск, Сирия) — ливанский друз, член леворадикальной военизированной организации Народный фронт освобождения Палестины (НФОП), признанной террористической организацией в США, Канаде, ЕС, Великобритании и Израиле.

## Ранние годы
Родился в состоятельной друзской ливанской семье. В возрасте 13 лет он, сочувствуя положению палестинских беженцев, присоединился к НФОП. По его словам, он получал удовольствие от упражнений в стрельбе из автомата «Калашникова» в ходе ежедневных тренировок в лагере НФО. В 14 лет он бросил школу. В 1978 году пытался с группой боевиков пробраться в Израиль через Иорданию с целью захвата автобуса с заложниками для обмена их на боевиков, заключённых в израильские тюрьмы, но был пойман иорданскими службами безопасности и провёл в иорданской тюрьме 11 месяцев.

## Теракт
22 апреля 1979 года Кунтар (которому тогда было 16 лет и 9 месяцев) и ещё трое боевиков под его командованием, приплыли из Ливана на резиновой моторной лодке и высадились возле израильского города Нагарии с заданием захватить заложников. Первым был убит полицейский Элияху Шахар, чью машину они обстреляли. После этого, согласно показаниям Кунтара в суде 6 января 1980 года, он с другим террористом зашёл в дом и позвонили в дверь. Женщина, к которой его подчинённый ошибочно обратился по-арабски через интерком, дверь им не открыла. По версии Кунтара британской газете «Гардиан», жильцы вызвали полицию, и именно на этот вызов приехал полицейский, который был убит. «Кунтар даже хвастался, что только он выпустил 30 пуль».
Затем они ворвались в квартиру семьи Харан в соседнем доме. Дани Харан успел помочь укрывшейся в их квартире соседке и его жене Смадар спрятаться на антресоли в спальне вместе с двухлетней Яэль, но в этот момент террористы взломали дверь и ворвались в дом, стреляя из автоматов по подозрительным для них местам. Боясь, что Яэль вскрикнет и обнаружит их укрытие, Смадар зажала ей рот рукой. В результате, Яэль задохнулась, а террористам удалось захватить «только» самого Дани и четырёхлетнюю Эйнат. По словам Кунтара, он решил, что если они возьмут девочку с собой, то это поможет гарантировать им жизнь.
По версии «Гардиан», до этого они ворвались ещё в одну из квартир. Там один из террористов был застрелен её жильцом. Боевики убили этого человека, бросив гранату в комнату где он находился.
Дани Харан и его дочь Эйнат были приведены Кунтаром и его сообщниками на берег моря. На берегу между израильскими полицейскими и палестинскими боевиками завязалась перестрелка. По показаниям свидетелей в суде и данным назначенной судом судебно-медицинской экспертизы, Кунтар, обнаружив, что лодка повреждена от выстрелов и уплыть они не могут, застрелил Дани Харана и бросил его тело в море на глазах дочери, а затем убил её, разбив ей голову прикладом. В суде патологоанатом дал показания, что девочка была убита ударами тупого предмета по голове и частички её мозга были обнаружены на прикладе винтовки Кунтара.. Некоторые данные патологоанатомической экспертизы до сих пор частично засекречены и запрещены к публикации
В перестрелке Кунтара с полицией был убит ещё один полицейский. Двое из сообщников Кунтара были уничтожены, а он и Ахмед Абаррас были арестованы.

## Суд
Суд был закрытым, и его материалы, включая показания Кунтара, были обнародованы лишь спустя 30 лет, уже после его освобождения. Газета Едиот ахронот сообщает, что в 2008 году гриф секретно был снят со всех материалов дела, за исключением данных патологоанатомической экспертизы, кроме того, до сих пор засекречены показания одного из свидетелей по делу . Имя доктора, давшего показания, что девочка была убита ударом тупого предмета, так же не указывается в обнародованных в 2008 году материалах.
По словам Кунтара, он давал свои показания суду 90 минут на арабском языке. Кунтар назвал суд «цирком»,отрицал обвинения в убийстве девочки. Согласно его версии, на пляже между боевиками и израильскими полицейскими и солдатами началась сильная перестрелка,и Дани Харан был ранен израильтянами. Что случилось с девочкой, Кунтар, по его словам не помнит, так как потерял сознания от полученного ранения. По версии Кунтара, Харан не хотел оставлять девочку в доме и, несмотря на требования боевиков, взял её с собой.
Хотя Кунтар утверждал, что никого не убивал, поскольку был ранен в перестрелке с полицией до того, как израильтяне погибли и потерял сознание, известно, что ранение Кунтара не было серьёзным, и после задержания он был в состоянии передвигаться самостоятельно (см. фото).
В судебном решении от 29 января 1980 года отмечено, что преступления Кунтара были «низшей точкой нравственного падения, беспрецедентным сатанинским деянием… , с которым не сравнится в жестокости ни одно наказание, к которому можно приговорить подсудимого». 

Суд счёл доказанным, что Кунтар в упор расстрелял мужчину и убил ребёнка, пробив ему череп несколькими ударами приклада. По итогам продолжавшихся три месяца заседаний суда, он был приговорён к пяти пожизненным заключениям плюс 47 лет лишения свободы.
Мать убитого полицейского Элияху Шахара не дожила до приговора суда, её сердце не выдержало четырьмя днями раньше.

## Заключение и обмен
Ахмед Абаррас, второй из оставшихся в живых боевиков, также приговорённый к пожизненному заключению за убийства, был освобождён из тюрьмы в рамках «сделки Джибриля» в 1985 году.
После вынесения приговора, Кунтар женился на арабке-гражданке Израиля и получил академическую степень по социологии в Открытом Университете Израиля. Темой его дипломной работы было «Противоречие между безопасностью и демократией в Израиле».
Ливанская террористическая организация и партия «Хезболла» на протяжении длительного времени пыталась обменять Кунтара на израильских пленных, захваченных в ходе её деятельности. «Хезболла» неоднократно заявляла, что освобождение Кунтара обязательно будет включено в сделку по обмену двух захваченных израильских солдат резервистов Эльдада Регева и Эхуда Гольдвассера на заключённых в израильских тюрьмах.
15 июля 2008 года президент Израиля Шимон Перес подписал помилование Кунтару. В письме, обращённом к Министру юстиции Даниелю Фридману, Перес написал:
«Я хочу подчеркнуть очевидное — мое решение это ни в коем случае не прощение подлых и гнусных поступков этого убийцы. Я не прощаю и не забываю».
16 июля 2008 года Кунтар и ещё четверо заключённых были освобождены и переданы представителям «Хезболлы» в обмен на тела двух израильских солдат.

## Отношение к Кунтару в Израиле и арабских странах
В отличие от Израиля, где Кунтар считается террористом и детоубийцей, в арабских странах он считается «борцом за свободу палестинского народа» и примером для подражания. В этих странах широко распространена версия Кунтара, что в гибели девочки и её отца повинны израильтяне.
В 2004 году официальный орган ПА — газета «Аль-Хайат аль-Джадида» — опубликовала статью о Кунтаре, в которой он был назван «маяком для будущих поколений», «героем Палестины» и «достойным примером для подражания»
Руководство Палестинской автономии присвоило в 2006 году Кунтару звание почётного её гражданина

Согласно агентству MEMRI, после своего освобождения, в интервью ливанскому телеканалу Future TV, Кунтар в частности сказал: 

- Кунтар: Если вы спрашиваете, убивал ли я израильтян — спасибо Аллаху, да.
- Вопрос: Включая детей?
- Кунтар: Нет. Я горжусь этим, и по воле Аллаха, у меня будет шанс убить ещё больше израильтян. Что касается детей, это другой вопрос…

В том же интервью он вновь обвинил в убийстве Эйнат израильских военных и утверждал, что их действия в Нахарии были такими же неэффективными, как в случае теракта на Прибрежном шоссе в 1978 году и бойни в средней школе в Маалоте в 1974 году, в ходе которых, по его словам, заложники также погибли по вине израильтян.

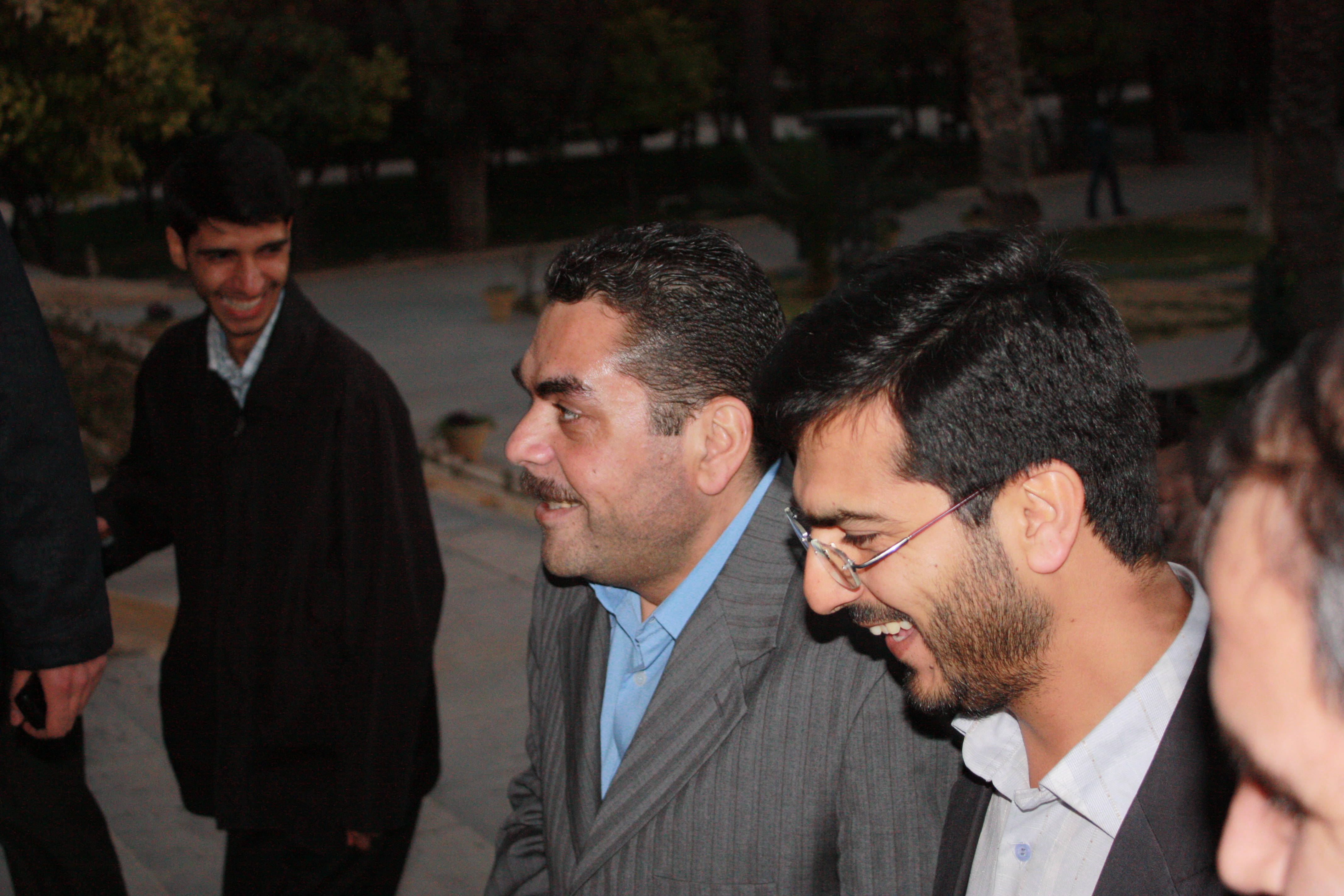
Самир Кунтар во время посещения гробницы Хафиза в Ширазе.

По следам торжеств, устроенных «Хезболлой», в честь освобождённых боевиков, участие в которых приняла практически вся политическая элита Ливана, сайт newsru.co.il со ссылкой на официальное письмо катарского телеканала «Аль-Джазира», сообщил, что руководство канала признало, что освещение празднеств по случаю прибытия в Ливан осуждённого за детоубийство Кунтара было «неэтичным» и «нарушающим принятые нормы».
После возвращения в Ливан, Кунтар возглавил ливанский Комитет солидарности с Кубой.
В августе 2008 года глава правительства Израиля Эхуд Ольмерт подверг критике поведение председателя ПНА Махмуда Аббаса, встретившегося в Бейруте с Кунтаром после его освобождения.
В ноябре 2008 года президент Сирии Башар Асад лично вручил Кунтару «Знак почёта».

## Сообщения о смерти
29 июля 2015 года в израильских СМИ появились сообщения со ссылкой на сирийскую правозащитную организацию, штаб-квартира которой находится в Лондоне, о предполагаемой смерти Кунтара в результате авиаудара по группе боевиков в деревне сирийских друзов Аль-Хадер недалеко от границы с Израилем. В результате этой атаки погибли пять человек — двое боевиков «Хезболлы» и трое членов организации «Комитеты народного сопротивления». В дальнейшем сообщения о смерти Кунтара были опровергнуты.
19 декабря 2015 года Кунтар был убит в результате удара ракеты, выпущенной самолётом по дому в пригороде Дамаска, в котором он находился. Здание было полностью разрушено. «Хезболла» утверждает, что удар был нанесён израильским самолётом, однако ответственность за убийство взяла на себя Свободная армия Сирии.